# Lista zawodowych mistrzów świata wagi koguciej w boksie
Waga kogucia jest jedną z 8 klasycznych kategorii boksu zawodowego. Po raz pierwszy została wprowadzona w roku 1889 przez Amateur Boxing Association of England Ltd (ABA). Jej limit ulegał zmianom do lat 20. XIX w. Obecnie wynosi 53,5 kg (118 funtów).
Pierwszym powszechnie uznawanym mistrzem świata był od roku 1890 George Dixon. Do roku 1972 praktycznie był jeden powszechnie uznawany mistrz świata. Po powstaniu nowych organizacji boksu zawodowego, każda uznaje swoich mistrzów świata i prowadzi własne listy bokserów ubiegających się o tytuł. Poniżej zestawiono mistrzów świata powszechnie uznanych oraz czterech podstawowych organizacji boksu zawodowego:
- World Boxing Association (WBA) powstała w roku 1921 jako National Boxing Association (NBA),
- World Boxing Council (WBC) założona w roku 1963,
- International Boxing Federation (IBF) założona w 1983,
- World Boxing Organization (WBO) założona w roku 1988.

| Zdobycie tytułu | Utrata tytułu        | Mistrz                  | Mistrz            | Organizacja               | Obrona tytułu |
| --- | -------------------- | ----------------------- | ----------------- | ------------------------- | ------------- |
| 27 czerwca 1890 | 1892                 | George Dixon            | Kanada            | Uniwersalny               | 3             |
| Dixon został uznany mistrzem świata wagi koguciej (walka zapowiadana była o mistrza w kategorii 114 funtów) po zwycięstwie przez TKO w 18 r. nad mistrzem Anglii Nuncem Wallacem 27 czerwca 1890 w Londynie. Okresowo był mistrzem zarówno w wadze koguciej, jak i piórkowej. W roku 1982 ostatecznie przeszedł do wagi piórkowej. |                      |                         |                   |                           |               |
| 15 września 1894 | 1899                 | Jimmy Barry             | Stany Zjednoczone | Uniwersalny               | 6             |
| Barry uznany został mistrzem świata po pokonaniu 15 września 1894 roku w walce o „Mistrza Ameryki w kategorii 105 funtów” Caspara Leona. Według spisu walk na BoxRec.com pokonał w tym dniu Jimmy Gormana. Zakończył karierę w roku 1899 bez porażki.                                                                              |                      |                         |                   |                           |               |
| 12 września 1899 | 1900                 | Terry McGovern          | Stany Zjednoczone | Uniwersalny               | 0             |
| McGovern został mistrzem po pokonaniu Thomasa Palmera 12 września 1899 r. Nie broniąc tytułu przeszedł do kategorii piórkowej. |                      |                         |                   |                           |               |
| 18 marca 1901 | 1901                 | Harry Harris            | Stany Zjednoczone | Uniwersalny               | 0             |
| Harris za mistrza uznany został po pokonaniu Thomasa Palmera 18 marca 1901 r. Zrezygnował z tytułu nie mogąc utrzymać wagi. |                      |                         |                   |                           |               |
| 11 listopada 1901 | 13 sierpnia 1903     | Harry Forbes            | Stany Zjednoczone | Uniwersalny               | 6             |
| Forbes mistrzem został po pokonaniu Danny'ego Dougherty'ego 11 listopada 1901 r.. |                      |                         |                   |                           |               |
| 13 sierpnia 1903 | 17 października 1904 | Frankie Neil            | Stany Zjednoczone | Uniwersalny               | 1             |
| 17 października 1904 | 1905                 | Joe Bowker              | Wielka Brytania   | Uniwersalny               | 1             |
| Bowker zrezygnował z tytułu przechodząc do wagi piórkowej. |                      |                         |                   |                           |               |
| 20 października 1905 | 21 stycznia 1909     | Jimmy Walsh             | Stany Zjednoczone | Uniwersalny               | 4             |
| 21 stycznia 1909 | 22 lutego 1909       | Jimmy Reagan            | Stany Zjednoczone | Uniwersalny               | 0             |
| 22 lutego 1909 | 22 lutego 1910       | Monte Attell            | Stany Zjednoczone | Uniwersalny               | 5/6           |
| 22 lutego 1910 | 26 lutego 1911       | Frankie Conley          | Stany Zjednoczone | Uniwersalny               | 0             |
| 26 lutego 1911 | 9 czerwca 1914       | Johnny Coulon           | Kanada            | Uniwersalny               | 12/13         |
| 9 czerwca 1914 | 9 stycznia 1917      | Kid Williams            | Dania             | Uniwersalny               | 7             |
| 9 stycznia 1917 | 15 sierpnia 1919     | Pete Herman             | Stany Zjednoczone | Uniwersalny               | 6             |
| 15 sierpnia 1919 | 11 września 1920     | Jackie Sharkey          | Włochy            | Uniwersalny               | 0             |
| Sharkey został pozbawiony tytułu pomimo zwycięskiej walki z Pete Hermanem 11 września 1920 ze względu na przekroczenie limitu wagi. |                      |                         |                   |                           |               |
| 22 grudnia 1920 | 25 lipca 1921        | Joe Lynch               | Stany Zjednoczone | Uniwersalny               | 1             |
| 25 lipca 1921 | 23 września 1921     | Pete Herman             | Stany Zjednoczone | Uniwersalny               | 0             |
| 23 września 1921 | 10 lipca 1922        | Johnny Buff             | Stany Zjednoczone | Uniwersalny               | 1             |
| Jan Leski (Johny Buff) był drugim po Stanisławie Kiecalu bokserem polskiego pochodzenia, który sięgnął po tytuł mistrz świata. |                      |                         |                   |                           |               |
| 10 lipca 1922 | 21 marca 1924        | Joe Lynch               | Stany Zjednoczone | Uniwersalny               | 4             |
| 21 marca 1924 | 19 grudnia 1924      | Abe Goldstein           | Stany Zjednoczone | Uniwersalny               | 3             |
| 19 grudnia 1924 | 20 marca 1925        | Cannonball Eddie Martin | Stany Zjednoczone | Uniwersalny               | 1             |
| 20 marca 1925 | 4 lutego 1927        | Charley Phil Rosenberg  | Stany Zjednoczone | Uniwersalny               | 1             |
| Rosenberg w spotkaniu z Bushy Grahamem nie miał wymaganego limitu wagi. Doszło do spotkania, ale New York Athletic Commission pozbawiła go tytułu. Wraz z Grahamem zostali zawieszeni za potajemne porozumienie. |                      |                         |                   |                           |               |
| 24 czerwca 1927 | maj 1928             | Bud Taylor              | Stany Zjednoczone | NBA                       | 1             |
| Taylor w walce o wakujący tytuł NBA pokonał Tony Canzoneriego 24 czerwca 1927. W maju 1928 zrezygnował z tytuł mając problemy z utrzymaniem wagi. |                      |                         |                   |                           |               |
| 23 maja 1928 | 1929                 | Bushy Graham            | Stany Zjednoczone | Uniwersalny (NBA & NYSAC) | 0             |
| Graham w walce o wakujące tytuły NBA i NYSAC Izzy Schwartza. Nie bronił tytułu przechodząc do wyższych kategorii. |                      |                         |                   |                           |               |
| 18 czerwca 1929 | 7 października 1929  | Panama Al Brown         | Panama            | NYSAC                     | 1             |
| 7 października 1929 | 16 kwietnia 1934     | Panama Al Brown         | Panama            | Uniwersalny (NBA & NYSAC) | 4             |
| NBA pozbawiła Browna tytułu za nie honorowanie kontraktu na walkę z Rodolfo Casanovą. |                      |                         |                   |                           |               |
| 7 sierpnia 1935 | 26 sierpnia 1935     | Sixto Escobar           | Portoryko         | NBA                       | 0             |
| 26 sierpnia 1935 | 15 listopada 1935    | Lou Salica              | Stany Zjednoczone | NBA                       | 0             |
| 15 listopada 1935 | 31 sierpnia 1936     | Sixto Escobar           | Portoryko         | NBA                       | 1             |
| 31 sierpnia 1936 | 23 września 1937     | Sixto Escobar           | Portoryko         | Uniwersalny               | 2             |
| 23 września 1937 | 20 lutego 1938       | Harry Jeffra            | Stany Zjednoczone | Uniwersalny               | 0             |
| 20 lutego 1938 | 4 października 1939  | Sixto Escobar           | Portoryko         | Uniwersalny               | 1             |
| Escobar zrezygnował z tytułu po zwycięstwie nad Tony Oliverą 4 października 1939, nie mogąc utrzymać limitu wagi. |                      |                         |                   |                           |               |
| 17 listopada 1939 | 7 sierpnia 1942      | Lou Salica              | Stany Zjednoczone | Uniwersalny               | 6             |
| 7 sierpnia 1942 | 6 stycznia 1947      | Manuel Ortiz            | Stany Zjednoczone | Uniwersalny               | 15            |
| 6 stycznia 1947 | 11 marca 1947        | Harold Dade             | Stany Zjednoczone | Uniwersalny               | 0             |
| 11 marca 1947 | 31 maja 1950         | Manuel Ortiz            | Stany Zjednoczone | Uniwersalny               | 4             |
| 31 maja 1950 | 15 listopada 1952    | Vic Toweel              | Południowa Afryka | Uniwersalny               | 3             |
| 15 listopada 1952 | 2 maja 1954          | Jimmy Carruthers        | Australia         | Uniwersalny               | 2             |
| Carruthers ogłosił rezygnację z tytułu po jego obronie z Chamroenem Songkitratem w Bangkoku. |                      |                         |                   |                           |               |
| 19 września 1954 | 29 czerwca 1956      | Robert Cohen            | Francja           | Uniwersalny               | 1             |
| 29 czerwca 1956 | 1 kwietnia 1957      | Mario D'Agata           | Włochy            | Uniwersalny               | 0             |
| 1 kwietnia 1957 | 8 lipca 1959         | Alphonse Halimi         | Francja           | Uniwersalny               | 1             |
| 8 lipca 1959 | 30 sierpnia 1960     | Jose Becerra            | Meksyk            | Uniwersalny               | 2             |
| Becerra ogłosił rezygnację z tytułu po porażce z Eloy Sanchezem (nie była to walka o tytuł). |                      |                         |                   |                           |               |
| 18 listopada 1960 | 18 maja 1965         | Éder Jofre              | Brazylia          | Uniwersalny               | 8             |
| 18 maja 1965 | 27 lutego 1968       | Fighting Harada         | Japonia           | Uniwersalny (WBA & WBC)   | 4             |
| 27 lutego 1968 | 22 sierpnia 1969     | Lionel Rose             | Australia         | Uniwersalny               | 3             |
| 22 sierpnia 1969 | 16 października 1970 | Rubén Olivares          | Meksyk            | Uniwersalny               | 2             |
| 16 października 1970 | 2 kwietnia 1971      | Chucho Castillo         | Meksyk            | Uniwersalny               | 0             |
| 2 kwietnia 1971 | 19 marca 1972        | Rubén Olivares          | Meksyk            | Uniwersalny               | 2             |
| 19 marca 1972 | 29 lipca 1972        | Rafael Herrera          | Meksyk            | Uniwersalny               | 0             |
| 29 lipca 1972 | kwiecień 1972        | Enrique Pinder          | Panama            | Uniwersalny               | 0             |
| Pinder pozbawiony został tytułu WBC po odmowie obrony z Rodolfo Martínezem. |                      |                         |                   |                           |               |
| kwiecień 1972 | 20 stycznia 1973     | Enrique Pinder          | Panama            | WBA                       | 0             |
| 20 stycznia 1973 | 3 listopada 1973     | Romeo Anaya             | Meksyk            | WBA                       | 2             |
| 14 kwietnia 1973 | 7 grudnia 1974       | Rafael Herrera          | Meksyk            | WBC                       | 2             |
| 3 listopada 1973 | 3 lipca 1974         | Arnold Taylor           | Południowa Afryka | WBA                       | 0             |
| 3 lipca 1974 | 15 marca 1975        | Hong Soo-hwan           | Korea Południowa  | WBA                       | 1             |
| 7 grudnia 1974 | 8 maja 1976          | Rodolfo Martínez        | Meksyk            | WBC                       | 3             |
| 15 marca 1975 | 19 listopada 1977    | Alfonso Zamora          | Meksyk            | WBA                       | 5             |
| 8 maja 1976 | 3 czerwca 1979       | Carlos Zárate           | Meksyk            | WBC                       | 9             |
| 19 listopada 1977 | 29 sierpnia 1980     | Jorge Lujan             | Panama            | WBA                       | 5             |
| 3 czerwca 1979 | 3 czerwca 1982       | Lupe Pintor             | Meksyk            | WBC                       | 8             |
| Pintor zrezygnował z tytułu WBC po zwycięskiej jego obronie 3 czerwca 1982 z Lee Seung-hoonem z powodu zamiaru zdobycia tytułu WBC w wadze superkoguciej. Przegrał z Wilfredo Gómezem 3 grudnia 1982 przez KO w 14r.. |                      |                         |                   |                           |               |
| 29 sierpnia 1980 | 14 listopada 1980    | Julian Solis            | Portoryko         | WBA                       | 0             |
| 14 listopada 1980 | 7 kwietnia 1984      | Jeff Chandler           | Stany Zjednoczone | WBA                       | 9             |
| 1 września 1983 | 1984                 | Alberto Davila          | Meksyk            | WBC                       | 1             |
| Davila zdobył wakujący tytuł WBC po pokonaniu Meksykanina Francisco Bejinesa, który 3 dni po walce zmarł z powodu obrażeń. Pozbawiony został tytułu z powodu przedłużającego się leczenia kontuzji. |                      |                         |                   |                           |               |
| 7 kwietnia 1984 | 10 marca 1986        | Richie Sandoval         | Stany Zjednoczone | WBA                       | 2             |
| 15 kwietnia 1984 | 26 kwietnia 1985     | Satoshi Shingaki        | Japonia           | IBF                       | 1             |
| Shingaki został pierwszym mistrzem świata organizacji IBF, pokonując Elmera Magallano przez TKO w 8r. |                      |                         |                   |                           |               |
| 26 kwietnia 1985 | 1987                 | Jeff Fenech             | Australia         | IBF                       | 3             |
| Fenech zrezygnował z tytułu IBF zostając mistrzem WBC w wadze superkoguciej 8 maja 1987 po zwycięstwie nad Tajlandczykiem Samartem Payakaroonem. |                      |                         |                   |                           |               |
| 4 maja 1985 | 9 sierpnia 1985      | Daniel Zaragoza         | Meksyk            | WBC                       | 0             |
| 9 sierpnia 1985 | 29 października 1988 | Miguel Happy Lora       | Kolumbia          | WBC                       | 7             |
| 10 marca 1986 | 6 czerwca 1986       | Gaby Canizales          | Stany Zjednoczone | WBA                       | 0             |
| 6 czerwca 1986 | luty 1987            | Bernardo Pinango        | Wenezuela         | WBA                       | 3             |
| Pinango zrezygnował z tytułu WBA przechodząc do superkoguciej, w której został mistrzem świata. |                      |                         |                   |                           |               |
| 29 marca 1987 | 24 maja 1987         | Takuya Muguruma         | Japonia           | WBA                       | 0             |
| 15 maja 1987 | 9 lipca 1988         | Kelvin Seabrooks        | Stany Zjednoczone | IBF                       | 3             |
| 24 maja 1987 | 4 października 1987  | Park Chan-yong          | Korea Południowa  | WBA                       | 0             |
| 4 października 1987 | 9 maja 1988          | Wilfredo Vázquez        | Portoryko         | WBA                       | 1             |
| 9 maja 1988 | 14 sierpnia 1988     | Khaokor Galaxy          | Tajlandia         | WBA                       | 0             |
| 9 lipca 1988 | 1994                 | Orlando Canizales       | Stany Zjednoczone | IBF                       | 16            |
| Canizales zrezygnował z tytułu przechodząc do kategorii superkoguciej. |                      |                         |                   |                           |               |
| 14 sierpnia 1988 | 9 lipca 1989         | Moon Sung-kil           | Korea Południowa  | WBA                       | 2             |
| 29 października 1988 | 25 lutego 1991       | Raúl Pérez              | Meksyk            | WBC                       | 7             |
| 3 lutego 1989 | wrzesień 1990        | Israel Contreras        | Wenezuela         | WBO                       | 1             |
| Contreras został pierwszym mistrzem świata organizacji WBO pokonując w Caracas Maurizio Lupino przez KO w 1 r. zrezygnował z tytułu WBO zamierzając walczyć o tytuł WBA z Luisito Espinosą. |                      |                         |                   |                           |               |
| 9 lipca 1989 | 18 października 1989 | Khaokor Galaxy          | Tajlandia         | WBA                       | 0             |
| 18 października 1989 | 19 października 1991 | Luisito Espinosa        | Filipiny          | WBA                       | 2             |
| 25 lutego 1991 | 19 września 1991     | Greg Richardson         | Stany Zjednoczone | WBC                       | 1             |
| 12 marca 1991 | 30 czerwca 1991      | Gaby Canizales          | Stany Zjednoczone | WBO                       | 0             |
| 30 czerwca 1991 | 13 maja 1992         | Duke McKenzie           | Wielka Brytania   | WBO                       | 2             |
| 19 września 1991 | 17 września 1992     | Joichiro Tatsuyoshi     | Japonia           | WBC                       | 0             |
| 19 października 1991 | 15 marca 1992        | Israel Contreras        | Wenezuela         | WBA                       | 0             |
| 15 marca 1992 | 9 października 1992  | Eddie Cook              | Stany Zjednoczone | WBA                       | 0             |
| 13 maja 1992 | 30 lipca 1994        | Rafael Del Valle        | Portoryko         | WBO                       | 2             |
| 17 września 1992 | 28 marca 1993        | Victor Rabanales        | Meksyk            | WBC                       | 1             |
| 9 października 1992 | 23 października 1993 | Jorge Julio Rocha       | Kolumbia          | WBA                       | 2             |
| 28 marca 1993 | 23 grudnia 1993      | Byun Jung-il            | Korea Południowa  | WBC                       | 1             |
| 23 października 1993 | 22 kwietnia 1994     | Junior Jones            | Stany Zjednoczone | WBA                       | 1             |
| 23 grudnia 1993 | 30 lipca 1995        | Yasuei Yakushiji        | Japonia           | WBC                       | 4             |
| 22 kwietnia 1994 | 16 lipca 1994        | John Michael Johnson    | Stany Zjednoczone | WBA                       | 0             |
| 16 lipca 1994 | 17 września 1995     | Daorung Chuvatana       | Tajlandia         | WBA                       | 2             |
| 30 lipca 1994 | 21 października 1995 | Alfred Kotey            | Ghana             | WBO                       | 2             |
| 21 stycznia 1995 | 29 kwietnia 1995     | Harold Mestre           | Kolumbia          | IBF                       | 0             |
| 29 kwietnia 1995 | 19 lipca 1997        | Mbulelo Botile          | Południowa Afryka | IBF                       | 5             |
| 30 lipca 1995 | 1996                 | Wayne McCullough        | Irlandia          | WBC                       | 2             |
| McCullough zrezygnował z tytułu WBC przechodząc do kategorii superkoguciej. |                      |                         |                   |                           |               |
| 17 września 1995 | 28 stycznia 1996     | Veeraphol Sahaprom      | Tajlandia         | WBA                       | 0             |
| 21 października 1995 | 26 kwietnia 1996     | Daniel Jiménez          | Portoryko         | WBO                       | 1             |
| 28 stycznia 1996 | 27 października 1996 | Nana Konadu             | Ghana             | WBA                       | 0             |
| 26 kwietnia 1996 | 1996                 | Robbie Regan            | Wielka Brytania   | WBO                       | 0             |
| Regan nie broniąc tytułu WBO zakończył karierę ze względu na problemy zdrowotne. |                      |                         |                   |                           |               |
| 10 sierpnia 1996 | 22 listopada 1997    | Sirimongkol Singwangcha | Tajlandia         | WBC                       | 3             |
| 27 października 1996 | 21 czerwca 1997      | Daorung Chuvatana       | Tajlandia         | WBA                       | 1             |
| 21 czerwca 1997 | 5 grudnia 1998       | Nana Konadu             | Ghana             | WBA                       | 1             |
| 19 lipca 1997 | 15 lutego 2003       | Timothy Austin          | Stany Zjednoczone | IBF                       | 9             |
| 28 lipca 1997 | 8 stycznia 2000      | Jorge Julio Rocha       | Kolumbia          | WBO                       | 3             |
| 22 listopada 1997 | 29 grudnia 1998      | Joichiro Tatsuyoshi     | Japonia           | WBC                       | 2             |
| 5 grudnia 1998 | 26 czerwca 1999      | Johnny Tapia            | Stany Zjednoczone | WBA                       | 0             |
| 29 grudnia 1998 | 16 kwietnia 2005     | Veeraphol Sahaprom      | Tajlandia         | WBC                       | 14            |
| 26 czerwca 1999 | 7 sierpnia 2001      | Paulie Ayala            | Stany Zjednoczone | WBA                       | 3             |
| WBA pozbawiła Ayalę tytułu za walkę bez zgody o tytuł innej organizacji (IBO). |                      |                         |                   |                           |               |
| 8 stycznia 2000 | wrzesień 2000        | Johnny Tapia            | Stany Zjednoczone | WBO                       | 1             |
| Tapia zrezygnował z tytułu WBO nie mogąc utrzymać limitu kategorii. |                      |                         |                   |                           |               |
| 4 września 2000 | 15 marca 2002        | Mauricio Martinez       | Panama            | WBO                       | 1             |
| 14 października 2001 | 19 kwietnia 2002     | Eidy Moya               | Wenezuela         | WBA                       | 0             |
| 15 marca 2002 | 7 maja 2004          | Cruz Carbajal           | Meksyk            | WBO                       | 2             |
| 19 kwietnia 2002 | 11 października 2004 | Johnny Bredahl          | Dania             | WBA                       | 3             |
| Bredahl zrezygnował z tytułu WBA. . |                      |                         |                   |                           |               |
| 15 lutego 2003 | 2006                 | Rafael Márquez          | Meksyk            | IBF                       | 7             |
| Márquez zrezygnował z tytułu IBF po zakontraktowaniu walki o tytuł WBC w wadze superkoguciej z Israelem Vázquezem. |                      |                         |                   |                           |               |
| 7 maja 2004 | 29 października 2005 | Ratanachai Sor Vorapin  | Tajlandia         | WBO                       | 1             |
| 26 lutego 2005 | 31 maja 2008         | Wołodymyr Sydorenko     | Ukraina           | WBA                       | 6             |
| 16 kwietnia 2005 | 30 kwietnia 2010     | Hozumi Hasegawa         | Japonia           | WBC                       | 10            |
| 29 października 2005 | 11 sierpnia 2007     | Jhonny González         | Meksyk            | WBO                       | 2             |
| 7 maja 2007 | 29 września 2007     | Luis Alberto Pérez      | Nikaragua         | IBF                       | 0             |
| 11 sierpnia 2007 | marzec 2009          | Gerry Peñalosa          | Filipiny          | WBO                       | 1             |
| 29 września 2007 | 31 października 2009 | Joseph Agbeko           | Ghana             | IBF                       | 2             |
| 31 maja 2008 | 26 września 2014     | Anselmo Moreno          | Panama            | WBA Super                 | 12            |
| Moreno w listopadzie 2010 otrzymał tytuł "super mistrza" WBA. |                      |                         |                   |                           |               |
| 28 marca 2009 | 30 kwietnia 2010     | Fernando Montiel        | Meksyk            | WBO                       | 0             |
| 31 października 2009 | 11 grudnia 2010      | Yonnhy Pérez            | Kolumbia          | IBF                       | 1             |
| 30 kwietnia 2010 | 19 lutego 2011       | Fernando Montiel        | Meksyk            | WBC i WBO                 | 0             |
| 11 grudnia 2010 | 13 sierpnia 2011     | Joseph Agbeko           | Ghana             | IBF                       | 0             |
| 26 grudnia 2010 | 6 grudnia 2013       | Kōki Kameda             | Japonia           | WBA                       |               |
| Kameda pokonał Alexandra Munoza w walce o wakujący, po awansie Moreno na "super mistrza", tytuł WBA. Zrezygnował z tytułu w grudniu 2013. |                      |                         |                   |                           |               |
| 19 lutego 2011 | październik 2011     | Nonito Donaire          | Filipiny          | WBC i WBO                 | 1             |
| Donaire po zwycięstwie nad Omarem Narvaezem zrezygnował z tytułów przechodząc do junior piórkowej. |                      |                         |                   |                           |               |
| 13 sierpnia 2011 | luty 2012            | Abner Mares             | Meksyk            | IBF                       | 1             |
| Mares zwakował tytuł przechodząc do wyższej kategorii. |                      |                         |                   |                           |               |
| 6 listopada 2011 | Nadal                | Shinsuke Yamanaka       | Japonia           | WBC                       | 8             |
| Yamanaka zdobył wakujący tytuł po zwycięstwie nad Christianem Esquivelem. |                      |                         |                   |                           |               |
| 26 listopada 2011 | 2012                 | Jorge Arce              | Meksyk            | WBO                       | 0             |
| Arce zdobył wakujący tytuł po zwycięstwie nad Indonezyjczykiem Angky Angkottą. Zwakował pas powracając do wyższej kategorii. |                      |                         |                   |                           |               |
| 2 czerwca 2012 | luty 2013            | Leo Santa Cruz          | Meksyk            | IBF                       | 3             |
| Santa Cruz zdobył wakujący tytuł po zwycięstwie nad Vusi Malingą (Republika Południowej Afryki). Zwakował tytuł przechodząc do wyższej kategorii. |                      |                         |                   |                           |               |
| 20 października 2012 | 2 marca 2013         | Pungluang Sor Singyu    | Tajlandia         | WBO                       | 0             |
| Pungluang zdobył wakujący tytuł po zwycięstwie nad Filipińczykiem AJ Banalem. |                      |                         |                   |                           |               |
| 2 marca 2013 | 1 sierpnia 2013      | Paulus Ambunda          | Namibia           | WBO                       | 0             |
| 11 maja 2013 | 18 października 2013 | Jamie McDonnell         | Wielka Brytania   | IBF                       | 0             |
| McDonnell zdobył wakujący tytuł zwyciężając Julio Ceję (Meksyk). Pozbawiony tytułu w październiku 2013. |                      |                         |                   |                           |               |
| 1 sierpnia 2013 | 23 kwietnia 2015     | Tomoki Kameda           | Japonia           | WBO                       | 3             |
| Komoda zrezygnował z pasa WBO, by walczyć o tytuł WBA z Jamiem McDonnellem. |                      |                         |                   |                           |               |
| 21 grudnia 2013 | 7 czerwca 2014       | Stuart Hall             | Wielka Brytania   | IBF                       | 1             |
| Hall zdobył wakujący tytuł zwyciężając Vusi Malingę (RPA). |                      |                         |                   |                           |               |
| 31 maja 2014 | Nadal                | Jamie McDonnell         | Wielka Brytania   | WBA                       | 2             |
| McDonnell zdobył wakujący tytuł WBA zwyciężając Tabtimdaenga Na Rachawata (Tajlandia) przez TKO w 10. rundzie. |                      |                         |                   |                           |               |
| 7 czerwca 2014 | 2 lipca 2014         | Paul Butler             | Wielka Brytania   | IBF                       | 0             |
| Butler zrezygnował z tytułu w lipcu 2014. |                      |                         |                   |                           |               |
| 26 września 2014 | Nadal                | Juan Carlos Payano      | Dominikana        | WBA Super                 | 1             |
| 25 października 2014 | Nadal                | Randy Caballero         | Stany Zjednoczone | IBF                       | 0             |
| Caballero zdobył wakujący tytuł IBF zwyciężając Stuarta Halla na punkty. |                      |                         |                   |                           |               |
| 7 sierpnia 2015 | Nadal                | Pungluang Sor Singyu    | Tajlandia         | WBO                       | 0             |
| Pungluang zdobył wakujący tytuł po zwycięstwie nad Ryo Akaho z Japonii. |                      |                         |                   |                           |               |